# فريدريك بوخ
فريدريك بوخ (بالدنماركية: Frederik Buch)‏ هو ممثل دانمركي، ولد في 8 ديسمبر 1875 بالدنمارك، وتوفي في 13 أبريل 1925.

## وصلات خارجية
- فريدريك بوخ على موقع IMDb (الإنجليزية)
- فريدريك بوخ على موقع قاعدة بيانات الأفلام السويدية (السويدية)
- فريدريك بوخ على موقع قاعدة بيانات الفيلم (الإنجليزية)
- فريدريك بوخ على موقع كينوبويسك (الروسية)